# Les Salelles, Lozère
Les Salelles är en kommun i departementet Lozère i regionen Occitanien i södra Frankrike. Kommunen ligger i kantonen Chanac som tillhör arrondissementet Mende. År 2022 hade Les Salelles 166 invånare.

## Befolkningsutveckling
Antalet invånare i kommunen Les Salelles
| Referens: INSEE |